# NGC 120
NGC 120 es una galaxia lenticular de magnitud 13,4 localizada a unos a unos 185 millones de años luz de distancia en la constelación de Cetus. Su tamaño aparente es de 1,55 por 0,5 minutos de arco y su diámetro es de 85 mil años luz. Fue descubierta el 27 de septiembre de 1880 por Wilhelm Tempel.